# پیش‌نهنگان
پیش‌نهنگان تیره‌ای از کهن‌آب‌بازسانان بودند که در دوره میان ائوسن آغازین تا میانی بر روی زمین زندگی می‌کردند. سنگواره‌های این پستانداران منقرض شده در آسیا، آفریقا، اروپا، و آمریکای شمالی یافت شده‌اند.

## رده‌بندی
تیره پیش‌نهانگان دارای چهار زیرخانواده است:
- زیرخانواده پیش‌نهنگان
  - سرده Babiacetus
  - سرده Carolinacetus
  - سرده ائوستوس
  - سرده جرجیاستوس
  - سرده Natchitochia
  - سرده Pappocetus
- زیرخانواده Makaracetinae
  - سرده Makaracetus
- زیرخانواده Pappocetinae
  - سرده Crenatocetus
- زیرخانواده پیش‌نهنگان
  - سرده Artiocetus
  - سرده Gaviacetus
  - سرده Indocetus
  - سرده Maiacetus
  - سرده پروتوستوس
  - سرده Qaisracetus
  - سرده رودونهنگ
  - سرده Takracetus